# Restriction de Weil
En géométrie algébrique, la restriction de Weil est un {\displaystyle S}-schéma, issu d'un {\displaystyle S'}-schéma et d'un morphisme de schémas {\displaystyle S'\to S}. On s'intéresse souvent au cas où {\displaystyle S'\to S} est une extension finie {\displaystyle L/K}.
La restriction porte le nom d'André Weil.

## Définition
{\displaystyle {\rm {Sch/S}}^{op}} est la catégorie duale de la catégorie des {\displaystyle S}-schémas.
Soit {\displaystyle h:S'\to S} un morphisme de schémas. Pour un {\displaystyle S'}-schéma {\displaystyle X} considérons le foncteur contravariant
{\displaystyle \operatorname {Res} _{S'/S}(X):{\rm {Sch/S}}^{op}\to {\rm {Set}},\quad T\mapsto \operatorname {Hom} _{S'}(T\times _{S}S',X).}
Si le foncteur est représentable, alors le {\displaystyle S}-schéma correspondant est appelé la restriction de Weil de {\displaystyle X} par rapport à {\displaystyle h}, qui peut aussi être noté par {\displaystyle \operatorname {Res} _{S'/S}(X)}.